# 766
766 (DCCLXVI) je bilo navadno leto, ki se je po julijanskem koledarju začelo na sredo.

## Dogodki
- 1. januar
- prva omemba Mannheima